# James Gay-Rees
James Scott Gay-Rees (* 1967 in Sunderland) ist ein britischer Filmproduzent. Er gewann als Produzent des Dokumentarfilms Amy bei der Oscarverleihung 2016 einen Oscar.

## Leben
James Gay-Rees studierte an der University of Southampton Wirtschaftswissenschaft und Rechnungswesen. Er begann seine Filmkarriere 1991 beim Filmstudio Miramax in London. Anschließend zog er in die Vereinigten Staaten, wo er zunächst in New York arbeitete und anschließend für Orbit Productions in Los Angeles tätig war. Ab 2002 verlegte er sich auf die Produktion von Dokumentarfilmen und zog zurück nach Großbritannien. Bereits seine erste Produktion Exit Through the Gift Shop über den Streetart-Künstler Banksy wurde bei der Oscarverleihung 2011 für den „Besten Dokumentarfilm“ nominiert. Auch sein zweiter Film Senna über den Formel-1-Fahrer Ayrton Senna wurde hochgelobt und gewann einen British Academy Film Award in der Kategorie Bester Dokumentarfilm. Zu seinen weiteren Produktionen gehören McCullin (über Don McCullin), All This Mayhem (über Skateboarding in Australien) und Palio (über das Pferderennen Palio di Siena). 2015 produzierte er den Dokumentarfilm Amy über die vier Jahre zuvor verstorbene Popsängerin Amy Winehouse. Es war nach Senna die zweite Zusammenarbeit mit Asif Kapadia. Der Film erhielt bei der Oscarverleihung 2016 einen Oscar in der Kategorie „Bester Dokumentarfilm“. Seine bislang letzten Produktionen waren die Dokumentarfilme Ronaldo über Cristiano Ronaldo und Supersonic über die Band Oasis.
Daneben produzierte er die beiden Spielfilm The Wedding Video und The Quiet Ones.

## Filmografie (Auswahl)
- 2010: Exit Through the Gift Shop
- 2010: Senna
- 2012: McCullin
- 2012: The Wedding Video
- 2014: The Quiet Ones
- 2014: All This Mayhem
- 2015: Palio
- 2015: Amy
- 2015: Ronaldo
- 2019: Diego Maradona